# Au rendez-vous de la mort joyeuse
Pour plus de détails, voir Fiche technique et Distribution.
Au rendez-vous de la mort joyeuse est un film franco-italien de Juan Luis Buñuel réalisé en 1972.

## Synopsis
Un couple fait l’acquisition d’un manoir. D’étranges événements se manifestent, impliquant le fils du couple, mais surtout la fille ainée. Devant le potentiel télégénique de la situation, une équipe de télévision vient passer une nuit au manoir.

## Fiche technique
- Réalisateur : Juan Luis Buñuel
- Genre : fantastique, horreur
- Pays de production :  France,  Italie
- Durée : 90 min
- Date de sortie : 25 janvier 1973 au cinéma.

## Distribution
- Jean-Marc Bory : Marc
- Françoise Fabian : Françoise
- Yasmine Dahm : Sophie
- Michel Creton : Leroy, le cameraman
- André Weber : Kléber
- Jean-Pierre Darras : Peron
- Renato Salvatori : Henri
- Claude Dauphin : père d'Aval
- Gérard Depardieu : Beretti
- Sébastien Stark : Dominique (non crédité)

## Autour du film
Au rendez-vous de la mort joyeuse a été tourné au Château du Petit Chevincourt, situé à Saint-Rémy-lès-Chevreuse.
Le film est sorti à l’international avec un titre reprenant littéralement le titre français : «At the Meeting with Joyous Death» et aux USA avec le titre «Expulsion of the Devil». Si le titre français est assez étrange, le titre américain l'est encore plus : il n’est nullement question d’exorcisme (ou d'expulsion) ni de démon, à aucun moment dans le film. Le film est également sorti sous le nom «Lune Lune Coquelune».